# Chantage au meurtre
Pour plus de détails, voir Fiche technique et Distribution.
Chantage au meurtre (The Naked Runner) est un film britannique réalisé par Sidney J. Furie, sorti en 1967.

## Synopsis
Industriel américain travaillant en Grande-Bretagne, Sam Laker se rend à un salon en Allemagne de l'Est à Leipzig en compagnie de son fils de dix ans lorsqu'un agent des Services Secrets britanniques l'oblige à commettre un assassinat...

## Fiche technique
- Titre français : Chantage au meurtre
- Titre original : The Naked Runner
- Réalisation : Sidney J. Furie
- Scénario : Stanley Mann d'après le roman éponyme de Francis Clifford
- Photographie : Otto Heller
- Montage : Barrie Vince
- Musique : Harry Sukman
- Production : Brad Dexter
- Sociétés de production : Artanis Productions & Sinatra Enterprises
- Société de distribution : Warner Bros.
- Pays :  Royaume-Uni
- Langue : Anglais
- Format : Couleur - Mono - 35 mm - 2.35:1
- Genre : Thriller
- Durée : 101 minutes
- Date de sortie :
  - États-Unis : 19 juillet 1967 (New York)
  - Pays-Bas : 27 juillet 1967
  - Allemagne de l'Ouest : 20 octobre 1967
- Affiche : Raymond Elseviers (Belgique), Giuliano Nistri (Italie)

## Distribution
- Frank Sinatra (VF : Roger Rudel) : Sam Laker
- Peter Vaughan (VF : Roger Carel) : Martin Slattery
- Derren Nesbitt (VF : Jean Berger) : Colonel Hartmann
- Nadia Gray : Karen Gisevius
- Toby Robins (VF : Michèle Montel) : Ruth
- Inger Stratton : Anna
- Cyril Luckham (VF : Gérard Férat) : le ministre
- Edward Fox (VF : Philippe Mareuil) : Ritchie Jackson
- Stanley Meadows : Le psychiatre (non crédité)
- J.A.B. Dubin-Behrmann (VF : Albert Augier) : Joseph
- George Murcell (VF : Henry Djanik) : Le garde du corps de Frenzl (non crédité)
- Victor Beaumont : L'opérateur radio (non crédité)
- Michael Newport : Patrick Laker